# Röthenbach bei Herzogenbuchsee
Röthenbach bei Herzogenbuchsee  es una localidad suiza de la comuna de Heimenhausen. Situada en el distrito de Wangen, al norte del cantón de Berna. 
A partir del 1 de enero de 2009 la comuna pasó a ser una localidad de la comuna de Heimenhausen junto con la antigua comuna de Wanzwil. Además, Röthenbach bei Herzogenbuchsee era la comuna con el nombre más largo de Suiza.

## Geografía
Röthenbach bei Herzogenbuchsee se encuentra situada en el Oberaargau (Alta Argovia) en la meseta suiza. Limita al norte con las comunas de Wangenried y Walliswil bei Wangen, al este con la localidad de Heimenhausen, al sureste con la de Wanzwil, al sur con la comuna de Niederönz, y al oeste con Inkwil.
La localidad se encuentra a 462 m s. n. m., a 2,5 km al noroeste de Herzogenbuchsee y 11 km al este de la ciudad de Soleura. El caserío de Schmiede también pertenecía a la comuna.

## Historia
La primera mención del sitio tuvo lugar en 1224 bajo el nombre de Rottenbach. Luego aparecieron nombres como Rothenbach (1252), Rötenbach (1261) y Rotebach (1276). El nombre del sitio proviene del nombre de un riachuelo (Bach) y de sus truchas rojas (rote).
En la Edad Media Röthenbach bei Herzogenbuchsee dependía del prebostazgo de Herzogenbuchsee, propiedad de los condes de Kyburgo. En el año 1406 el pueblo pasó a manos de Berna, siendo incluido en la bailía de Wangen, y subordinado a la justicia de Herzogenbuchsee. Durante la República Helvética (1798) Röthenbach bei Herzogenbuchsee perteneció al distrito de Wangen, y a partir de 1803 a la prefectura de Wangen, la cual tras la adopción de la nueva constitución cantonal en 1831 fue elevada al rango de distrito.
La localidad depende eclesiásticamente de Herzogenbuchsee.

## Economía
Röthenbach bei Herzogenbuchsee fue hasta mitades del siglo XX un pueblo básicamente agrícola. Aún hoy la agricultura y la fruticultura juegan un papel importante en la economía local, así como la ganadería y la industria maderera. En la localidad hay una fábrica de aires acondicionados y una carpintería, así como una cantera de grava en la frontera de la localidad con Wanzwil. Otra parte de la población trabaja en pequeños comercios, al igual que en otras comunas de la región Langenthal-Herzogenbuchsee. 

## Población
Con 338 habitantes (finales de 2007) Röthenbach bei Herzogenbuchsee hacía parte de las comunas más pequeñas del cantón de Berna. El 98,8% de los habitantes habla alemán, 0,6% francés y 0,3% italiano (en 2000). El número de habitantes de Röthenbach bei Herzogenbuchsee era de 314 en 1850, 374 en 1900. Durante el siglo XX la población osciló entre 290 y 350 personas. 

## Transporte
El territorio se encuentra relativamente bien conectado con la red de carreteras y de transporte. La localidad se encuentra en la carretera cantonal (estatal) que comunica a Wangen an der Aare con Herzogenbuchsee. La entrada más cercana a la autopista A1 se encuentra a 6 kilómetros de distancia. Dos líneas de autobús conectan a la localidad con Herzogenbuchsee y Wangen an der Aare, así como Soleura.
- Datos: Q689502
- Multimedia: Röthenbach bei Herzogenbuchsee / Q689502